# ケフ県
ケフ県（ケフけん、アラビア語：ولاية الكاف、英語：Kef Governorate） は、チュニジアの県である。チュニジアの北西に位置し、アルジェリアと国境を接している。人口は259,000人（2004年）、面積は4,965km2。県都はケフである。